# Marcabru
Marcabru (tiếng Occitan: (phát âm tiếng Occitan: [maɾkaˈbɾy], 1099 - 1130 đến 1150) là một trong những người hát rong sớm nhất mà các bài thơ được biết đến. Không có thông tin xác định của ông; hai bản vida có liên quan đến các bài thơ của ông lại nói về những câu chuyện khác nhau, và chúng được xây dựng trên các điểm của các bài thơ rõ ràng, không dựa trên những thông tin độc lập.
Theo như đoạn tiểu sử BnF ms. 12473, Marcabru đến từ Gascony (những chi tiết trong thơ của ông ủng hộ thông tin này) và là con trai của một người phụ nữ nghèo tên là Marcabrunela. Thông tin này đến từ bài thơ 293, câu thứ 18.
Theo phần tiểu sử dài hơn mang tên MS. Vat. Lat. 5232, Marcabru đã bị lãng quên ở cửa của một người giàu có, và không ai biết nguồn gốc của Marcabru là ở đâu. Ông được nuôi lớn bởi Aldric del Vilar, học cách làm thơ từ Cercamon. Biệt danh đầu tiên của Marcabru là Pan-perdut rồi biệt danh tiếp theo mới là Marcabru. Marcabru trở nên nổi tiếng. Các vị chúa của Gascony, những người mà Marcabru nói những điều xấu, cuối cùng đẩy ông vào chỗ chết. Điều này có thể dựa trên bài thơ 16b, câu 1 và bài thơ 293, câu 43 (một sự trao đổi giữa del Vilar va Marcabru) và những dự đoán. Mối liên kết với Cercamon đang bị đặt nghi vấn bởi các học giả hiện đại.
Có 44 bài thơ được cho của Marcabru. Các bài thơ này thể hiện sự học vấn cao, thỉnh thoảng khó hiểu, thậm chí là mang tính chất tục tĩu và còn mang tính chất chỉ trích các vị chúa và các quý bà. Ông đã thử nghiệm pastorela, ở đây ông đã thể hiện sự phù phiếm của sự tham lam. Một bài thơ đã nói làm sao một người phát ngôn bị chửi rủa bởi một cô gái chăn cừu trên nền tảng của giai cấp. Một bài thơ khác kể làm sao nỗ lực của một người đàn ông để quyến rũ một người phụ nữ, người mà chồng cô là một chiến binh thập tự, đã bị từ chối một cách dứt khoát. Marcabru đã phát sinh tenso trong một cuộc tranh luận với Uc Catola bàn về sự tự nhiên của tình yêu và sự suy giảm của các đối xử tao nhã. Marcabru chịu ảnh hưởng mạnh mẽ trong các bài thơ sau này. Trong các bài thơ đó, ông đã chấp nhận phong cách trobar clus tăm tối. Những người đỡ đầu cho Marcabru là Guilhèm de Peitieus và có lẽ là Alfonso VII xứ León. Marcabru hẳn đã chu du đến Tây Ban Nha, đến những vùng lân cận của Alfonso Jordan, Bá tước của Toulouse trongthập niên 1130. Trong thập niên 1140, Marcabru trở thành một người truyền giáo cho reconquista và trong một bài thơ được bắt đầu bằng câu Pax in nomine Domini!, ông gọi Tây Ban Nha là nơi của lavador, là nơi mà những người hiệp sĩ có thể dành tâm trí của mình để quét sạch những người ngoại đạo.
Bốn giai điệu trong các bài thơ của Marcabru vẫn còn tồn tại đến bây giờ, ba giai điệu khác được cho là của ông (cụ thể là chúng có thể là Contrafactum thuộc về các tác phẩm của ông).